# Aérodrome de Sanikiluaq
L'aéroport de Sanikiluaq (code IATA : YSK • code OACI : CYSK) est situé à Sanikiluaq sur l'île Flaherty des îles Belcher dans la baie d'Hudson dans la région de Qikiqtaaluk au Nunavut (Canada). Il est exploité par le gouvernement du Nunavut. C'est l'un des seuls aéroport du Nunavut qui utilise les azimuts magnétiques pour la piste d'atterrissage plutôt que des vrais azimuts.

## Opérateurs et destinations
| Compagnies | Destinations                |
| ---------- | --------------------------- |
| Air Inuit  | Kuujjuarapik, Umiujaq       |
| Calm Air   | Winnipeg (J. A. Richardson) |

Édité le 13/04/2025

## Annexe